# Персіс Хамбатта
Персіс Хамбатта (англ. Persis Khambatta; 1948-1998) — індійська модель та акторка. Найбільше відома роллю лейтенантки Айлії у фільмі «Зоряний шлях: Фільм» (1979).

## Біографія
Персіс Хамбатта народилася 1948 року у сім'ї парсів у Бомбеї. Батько покинув сім'ю, коли їй було два роки. 
У 13 років вона знялася у рекламі мила Rexona. Згодом стала моделлю для таких компаній, як Air India, Revlon і Garden Vareli. У 16 років виграла конкурс Міс Індія та взяла участь у конкурсі «Міс Всесвіт 1965».
У 1968 році дебютувала в кіно у фільмі «Bombai Raat Ke Bahon Mein» (укр. В обіймах бомбейської ночі) режисера Хваджа Ахмада Аббаса, за який отримала нагороду критики як найкраща молода акторка. У 1975 році вона виконала свою першу велику роль у неіндійському кіно разом з Майклом Кейном у британському трилері «Змова Вілбі» режисера Ральфа Нельсона. Серед її відомих фільмів — драма «Негідна поведінка» (з Майклом Йорком у головній ролі), бойовик «Нічні яструби» (з Сильвестром Сталлоне в головній ролі) і «Зоряний шлях: Фільм». Заради ролі лейтенантки Айлії вона поголила голову. Крім того, Хамбатта знімалася в окремих епізодах в різних телевізійних серіалах, таких як «Мисливець», «Макгайвер», «Майк Гаммер з Міккі Спіллейном» і в пілотному епізоді серіалу «Лоїс і Кларк: Нові пригоди Супермена».
У 1993 році Хамбатта повернулася до Індії, де стала громадською активісткою та написала книгу «Гордість Індії» про успіх жінок, які виграли титул «Міс Індія». 

## Особисте життя
Вперше була одружена з актором Кліффом Тейлором. У травні 1989 одружилася з Руєм Салданьєю, колишнім хокеїстом на траві. Церемонія реєстрації шлюбу відбулася у місті Де-Мойн.

## Смерть
На початку 1980-х у Персіс Хамбатта діагностували хворобу серця, вона перенесла шунтування. У 1998 році її доставили до лікарні на півдні Мумбаю зі скаргами на біль у грудях, де вона померла від масивного серцевого нападу 18 серпня 1998 року у віці 49 років. Її похорон відбувся в Мумбаї наступного дня.